# Eupator

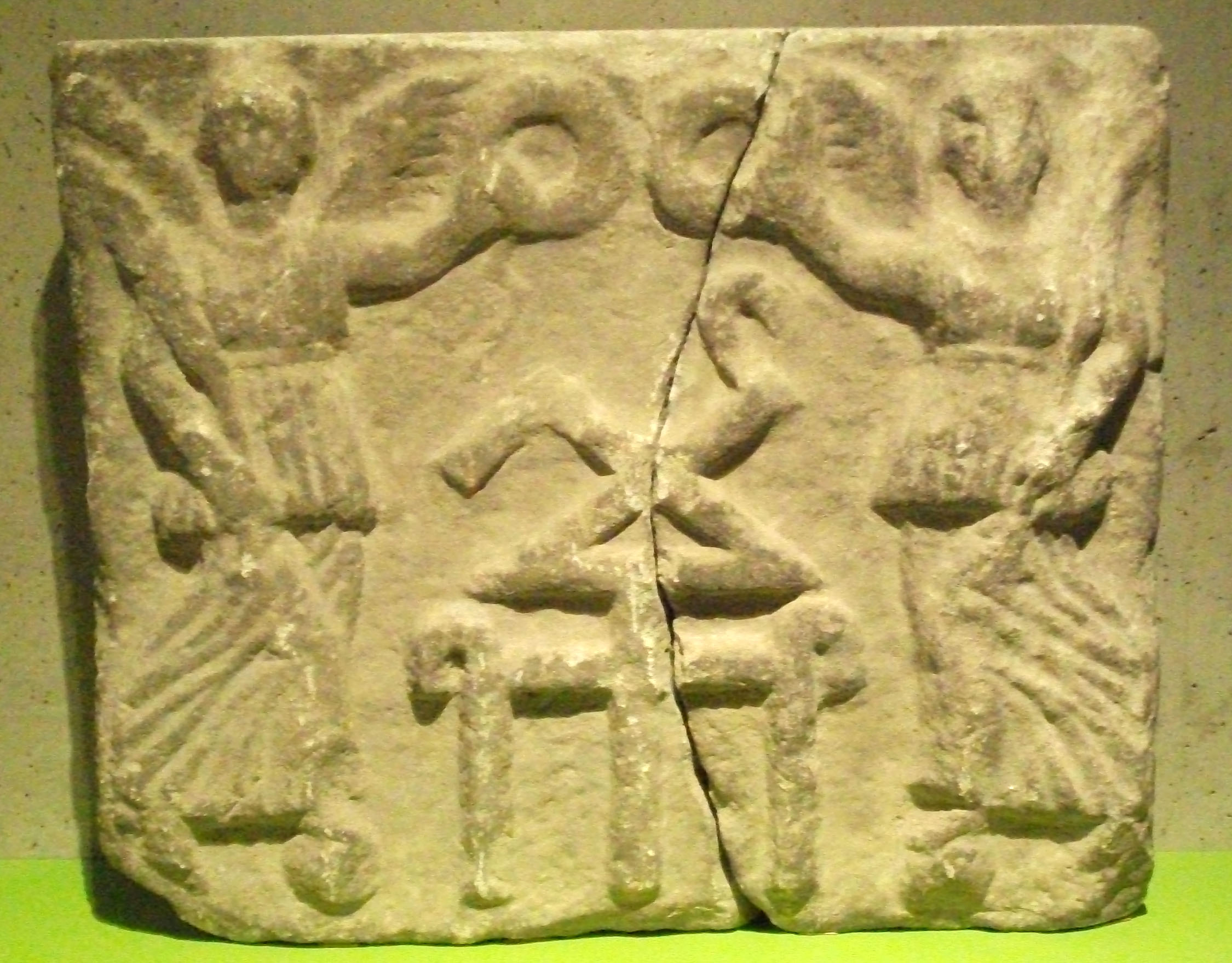
Tamga Tyberiusza Juliusza Eupatora

Eupator, właśc. Tyberiusz Juliusz Eupator Filokajsar Filoromajos Eusebes (gr.: Τιβέριος Ἰούλιος Ευπάτωρ Φιλόκαισαρ Φιλορώμαιος Eυσεβής, Tibérios Ioúlios Eupátōr Filókaisar Filorṓmaios Eusebḗs) (zm. 174) – król Bosporu z dynastii Asandrydów od 154 do swej śmierci. Syn i spadkobierca króla Bosporu Tyberiusza Juliusza Remetalkesa Filokajsara Filoromajosa Eusebesa i nieznanej z imienia królowej.
Jest taka możliwość, że jego pełne imię mogło brzmieć Mitrydates Eupator, bowiem otrzymał imię Eupator na cześć dalekiego przodka króla Pontu i Bosporu Mitrydatesa VI Eupatora. Eupator znaczy w języku greckim „[Zrodzony] ze Szlachetnego Ojca”. Był on także honorowym epitetem króla państwa Seleucydów Antiocha V Eupatora oraz ptolemejskiego księcia Ptolemeusza Eupatora, syna króla Ptolemeusza VI i Kleopatry II. Sytuacja używania przydomka, jako imienia nie jest wyjątkowa. Przykładem może być Tarkondimotos II Filopator (zm. 17 n.e.), król Amanus (Hierapolis, Kastabala) w Cylicji Pedias, który występował oficjalnie, jako Filopator.
Eupator przez swego ojca miał perskich, greckich, rzymskich i trackich i zapewne sarmackich przodków. Był bowiem potomkiem różnych dynastii i rodów: pontyjskich Mitrydatydów, syryjskich Seleucydów, macedońskich Antypatrydów, macedońskich Antygonidów, trackiej dynastii sapejskiej, Antoniuszów rzymskich. Poprzez triumwira rzymskiego Marka Antoniusza, był spokrewniony z różnymi członkami rzymskiej dynastii julijsko-klaudyjskiej, pierwszej dynastii rządzącej cesarstwem rzymskim.
Kiedy ojciec Remetalkes zmarł w 154 r., Eupator wstąpił po nim na tron bosporański. Na bitych monetach jego królewski tytuł brzmi ΒΑCΙΛΕѠC ΕΥΠΑΤΟΡΟC („[Moneta] króla Eupatora”). Był współczesny panowaniu cesarzy rzymskich Antoninusa Piusa, Marka Aureliusza i Lucjusza Werusa.
Eupator jest wspomniany w pismach Lukiana (Aleksander 57). Lukian był świadkiem wysłania posłów przez Eupatora, by wyjechali do Bitynii celem zapłaty dorocznej daniny królestwa na rzecz Rzymu. Oprócz tego, niewiele jest znanych faktów z jego życia i panowania. Nie wiadomo czy Eupator miał żonę i potomstwo. W 174 r.
zmarł, zostawiając tron młodszemu bratu Tyberiuszowi Juliuszowi Sauromatesowi II.